# Platygyna obovata
Platygyna obovata är en törelväxtart som beskrevs av Attila L. Borhidi. Platygyna obovata ingår i släktet Platygyna och familjen törelväxter. Inga underarter finns listade i Catalogue of Life.